# Shake (Musik)
Shake (engl.: schütteln) bezeichnet in der Musik einen vor allem von Blechbläsern produzierten Vibrato-Effekt großen Tonumfangs (Terz bis Oktave), der durch Schütteln des Instrumentes gegen die Lippen des Spielers zustande kommt. Saxophonisten erzielen einen ähnlichen Effekt durch rasche, die Tonhöhe verändernde Lippenbewegungen. 
Der Shake wird als emphatisches Ausdrucksmittel zumeist bei lang ausgehaltenen Tönen am Ende oder am Höhepunkt einer Phrase eingesetzt. Durch komplette Trompetensätze ausgeführte Shakes sind beliebte Bestandteile im Effekt-Repertoire von Swing-Bigbands.